# Phytomyptera nigroaenea
Phytomyptera nigroaenea är en tvåvingeart som beskrevs av Herting 1963. Phytomyptera nigroaenea ingår i släktet Phytomyptera och familjen parasitflugor. Arten är reproducerande i Sverige. Inga underarter finns listade i Catalogue of Life.